# 格拉迪丝·贝雷吉克利安
格拉迪丝·贝雷吉克利安（英語：Gladys Berejiklian；1970年9月22日—），澳大利亚女性政治家、银行家。上任新南威爾斯州州長以及新南威尔士州的自由党领袖。作為一個相對自由派的自由黨員，她支持澳洲共和運動，又在州長任內推動墮胎非刑事化。

## 生平
她自2003年3月起是新南威尔士州议会的议员，后曾担任新州交通厅长、财政厅长等职务。2017年1月起任州長，是新州继克里斯蒂娜·基尼利之后的第二位女性州长。
2021年10月1日，在新南威爾士州廉政公署（ICAC）开始调查之際，贝雷吉克利安決定辭去新南威爾士州州長，其职位由新州自由党副领袖及财政厅长多米尼克·佩罗泰特接替。
2021年12月中旬，贝雷吉克利安婉拒澳洲總理斯科特·莫里森的提議，角逐華令加聯邦選區的席次，反而選擇淡出政壇。

## 個人生活
雖然她在澳洲出生，卻因父母皆為亞美尼亞裔而先懂説亞美尼亞語，再於五歲起才學習英語。她也因此長期參與澳洲亞美尼亞裔羣體，亦定期出席亞美尼亞教會。
2020年，她被爆出曾與男前黨友議員秘密交往，而該人士與中國共產黨有可疑關係。